# Área metropolitana de Valledupar
El Área metropolitana de Valledupar, denominada oficialmente Área metropolitana del Cacique Upar, es una conurbación colombiana ubicada en el departamento del Cesar. Su municipio principal es la capital departamental Valledupar, y los demás municipios integrantes son Agustín Codazzi, La Paz, Manaure Balcón del Cesar y San Diego. Fue creada en el año 2005. Posee una población total estimada por el DANE en 2023 de 691.266 habitantes.

## Historia
El área metropolitana de Valledupar fue creada mediante escritura pública 2709 del 17 de diciembre del año 2002, como una entidad administrativa que tiene como propósito fundamental estrechar las relaciones de orden físico, económico y social de los municipios que la conforman, buscando un desarrollo programado y coordinado y una eficaz prestación de los servicios públicos de la región. Esta área metropolitana se encuentra enmarcada en el régimen jurídico aplicable, que lo constituye el artículo 319 de la constitución colombiana, la ley 128 de 1994 y la ley 505 de 1999.
La escritura pública fue firmada por los alcaldes de Valledupar, Elías Ochoa Daza; de La Paz, Antonio María Araujo Calderón; de Manaure, Hilis Plata Romero; de San Diego, Rafael Murgas Arzuaga, y de Agustín Codazzi, Thomas Ovalle López; al igual que los presidentes de los concejos municipales: Armando Almeira Quiroz (Valledupar); Adalberto Ramírez (La Paz); Reinel Sierra Toncel (Manaure); Janer Mendoza Murgas (San Diego) y Álvaro Díaz Araujo (Agustín Codazzi).
El área metropolitana es una entidad administrativa, con personalidad jurídica de derecho público, autonomía administrativa, patrimonio propio, autoridades y régimen especial, debidamente autorizada por diferentes autos administrativos, como la resolución N. 088 del 7 de abril de 1994, emitida por el concejo municipal de Valledupar, la cual dispuso el funcionamiento del Área Metropolitana del Valle del Cacique Upar; la resolución 001 del 7 de abril de 1994 del concejo municipal de La Paz por la cual se adhirió a la resolución N. 088 del 7 de abril de 1994; la resolución N. 001 del concejo municipal de San Diego, por la cual se adhirió a la resolución 088 del 7 de abril de 1994; la resolución 01 del 8 de agosto de 1994, por la cual se adhirió el concejo municipal de Manaure Balcón del Cesar a la resolución 088 del 7 de abril de 1994, y la resolución 021 del 28 de septiembre de 1994, por la cual el concejo municipal de Agustín Codazzi se adhirió a la resolución 088 del 7 de abril de 1994.
Aunque inicialmente el área metropolitana de Valledupar está integrada por Valledupar, La Paz, San Diego, Manaure y Agustín Codazzi, también podrán ser parte de ésta, los municipios que por el fenómeno de conurbación quieran integrarla, tal como lo establece la Resolución 088 del 7 de abril de 1994.

## Integración del área metropolitana
| Municipio                | Código DANE | Extensión km² | Distancia al núcleo principal km | Población (hab) 2014 | Población (hab) 2023 |
| ------------------------ | ----------- | ------------- | -------------------------------- | -------------------- | -------------------- |
| Valledupar               | 20001       | 4.493         | n.d                              | 443.210              | 559.462              |
| La Paz                   | 20621       | 684           | 14                               | 22.751               | 31.069               |
| San Diego                | 20750       | 422           | 19                               | 13.427               | 21.484               |
| Manaure Balcón del Cesar | 20443       | 126           | 34                               | 14.188               | 11.372               |
| Agustín Codazzi          | 20013       | 1.978         | 60                               | 51.195               | 67.879               |
| Total                    | -           | 8.268         | n.d                              | 544.771              | 691.266              |

### Principales ejes urbanos
El principal eje urbano es la ciudad de Valledupar, la cual concentra gran parte de la actividad económica y comercial del área. Seguirían en su orden Agustín Codazzi que tiene gran importancia en el sector minero, agrario y agroindustrial, La Paz importante por su cercanía a Valledupar y sirve como puente entre el Cesar y La Guajira, San Diego y Manaure Balcón del Cesar.